# Мкуши
Мкуши (на английски: Mkushi) е град в Централна Замбия. Разположен е около едноименната река Мкуши. Намира се в Централната провинция на страната на около 180 km североизточно от административния център на провинцията Кабуе и на около 40 km южно от границата с Демократична република Конго. Има жп гара, от която на североизток може да се пътува до град Касама и Танзания, на югозапад към столицата Лусака. Населението му е 19 196 жители, по данни от 2010 г.